# Біскупиці (Вроцлавський повіт)
Біскупіце (пол. Biskupice) — село в Польщі, у гміні Йорданув-Шльонський Вроцлавського повіту Нижньосілезького воєводства.
Населення — 73 особи (2011).
У 1975-1998 роках село належало до Вроцлавського воєводства.

## Демографія
Демографічна структура станом на 31 березня 2011 року:
|          | Загалом | Допрацездатний вік | Працездатний вік | Постпрацездатний вік |
| -------- | ------- | ------------------ | ---------------- | -------------------- |
| Чоловіки | 38      | 5                  | 29               | 4                    |
| Жінки    | 35      | 4                  | 21               | 10                   |
| Разом    | 73      | 9                  | 50               | 14                   |